# Kai Ohrem
Kai Ohrem (* 20. September 1978 in Düren) ist ein deutscher Theaterregisseur.

## Schule und Studium
Ohrem bestand 1998 die Abiturprüfung am Gymnasium Zitadelle der Stadt Jülich. Im Jahr 2000 begann er als Stipendiat der Studienstiftung des Deutschen Volkes das Studium der Komparatistik und Musikwissenschaft an der Freien Universität und der Humboldt-Universität in Berlin, das er 2003 zugunsten der Theaterarbeit beendete.

## Beruflicher Werdegang
- 2001 Zusammenarbeit mit dem polnischen Regisseur Krystian Lupa bei dessen Inszenierung von Robert Musils Die Schwärmer am Thalia Theater in Hamburg. Zu einer erneuten Zusammenarbeit mit Krystian Lupa kam es im Jahr 2003 bei dessen Inszenierung von Dea Lohers Klaras Verhältnisse am TR Warszawa.
- 2003 bis 2005 Regieassistent am Thalia Theater in Hamburg: regelmäßige Zusammenarbeit mit den Regisseuren Michael Thalheimer, Andreas Kriegenburg und Stephan Kimmig.
- Seit 2005 freischaffender Regisseur und Gastdozent für Schauspiel an der Hochschule für Schauspielkunst „Ernst Busch“ Berlin und der Abteilung 007 Schauspiel der Universität Mozarteum Salzburg.
- Seit 2011 Universitätsprofessor für Schauspiel an der Universität Mozarteum Salzburg.

## Arbeiten am Theater

### Regieassistenzen
- 2003–2005 Regieassistenzen am TR Warszawa und am Thalia Theater in Hamburg, u. a. bei Krystian Lupa, Andreas Kriegenburg, Stephan Kimmig, Michael Thalheimer

### Eigene Arbeiten
- 2002: Maisch Bayeux von Daniel Mursa, Szenische Lesung mit Maren Eggert, Clemens Dönicke, Sylvia Schwarz und Jana Westermann (Thalia Theater, Hamburg)
- 2004: In der Fremde zuhause, Szenische Lesung mit Victoria Trautmansdorff, Hartmut Schories und Andreas Döhler (Thalia Theater, Hamburg)
- 2005: Das letzte Band von Samuel Beckett, mit Hartmut Schories (Thalia Theater, Hamburg)
- 2005: Grönland von Pauline Sales, mit Susanne Wolff (Thalia Theater, Hamburg)
- 2006: Malina, Ivan und ich nach Ingeborg Bachmann, mit Sandy Schwermer und Bettina Kerl (Theater Eigenreich, Berlin)
- 2006: Der Sandkasten von Michael Walczak, mit Friedrich Mücke und Bettina Kerl, (Thalia Theater, Hamburg/Theater Eigenreich, Berlin)
- 2007: Die Schere von Dea Loher, mit Julischka Eichel (Theater Eigenreich, Berlin)
- 2008: RUMM RUMM Projekt nach Dea Loher (Freies Theater Belarus, Minsk)
- 2008: Land ohne Worte von Dea Loher (Meetfactory, Prag)
- 2009: Der Tag des Opritschniks nach Vladimir Sorokin (Schauspielhaus, Wien)
- 2009: Bellywood. Poetische Nachrichten aus Belarus (Maxim Gorki Theater, Berlin)